# 特里·比格斯
特里·比格斯（英語：Terry Biggs，？—），澳大利亚男子乒乓球、田径运动员。他曾代表澳大利亚参加1984年夏季残疾人奥林匹克运动会，获得乒乓球男子单打C1级金牌。